# Gurania malacophylla
Gurania malacophylla là một loài thực vật có hoa trong họ Cucurbitaceae. Loài này được Barb.Rodr. mô tả khoa học đầu tiên năm 1894.

## Hình ảnh

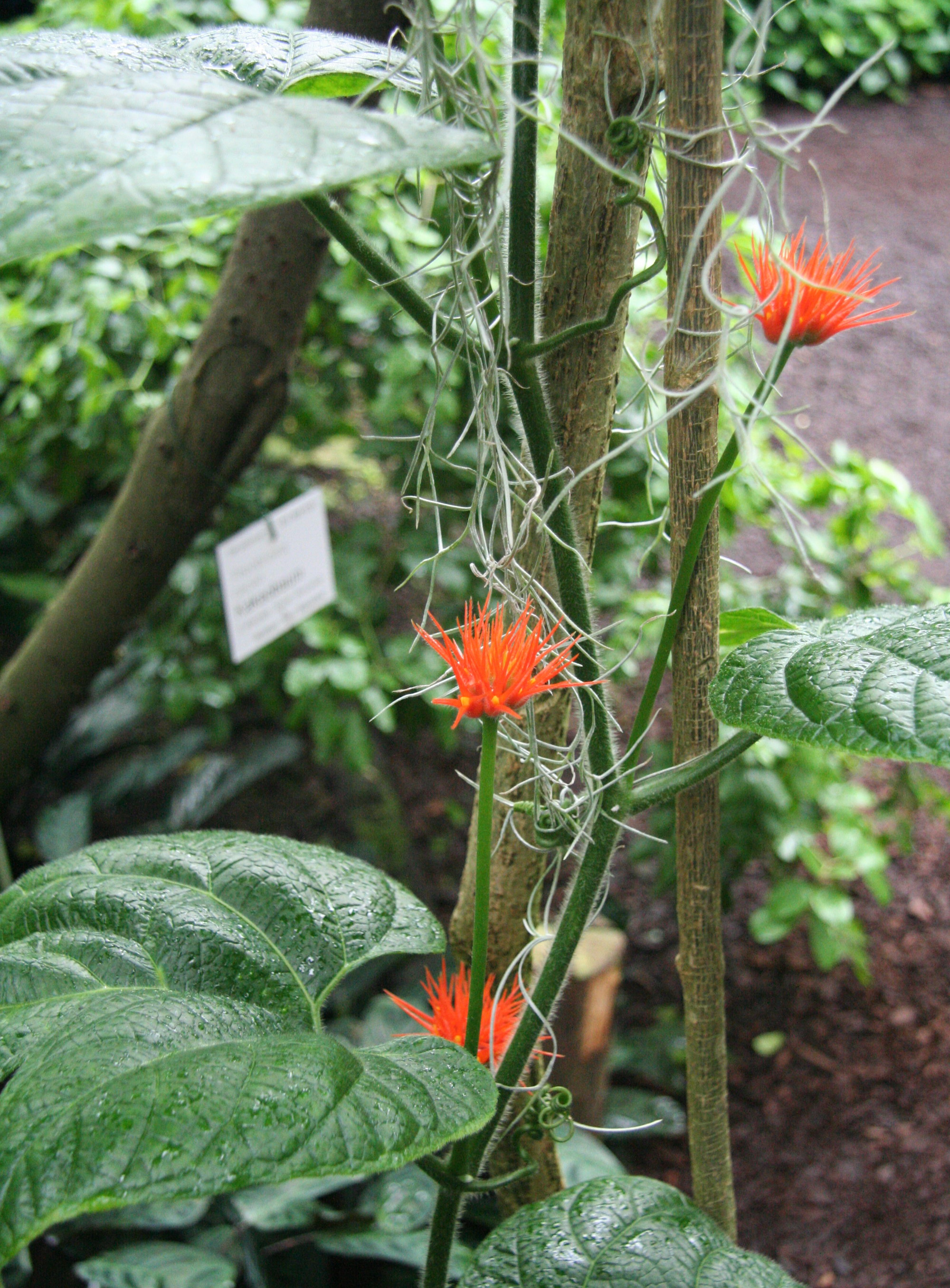
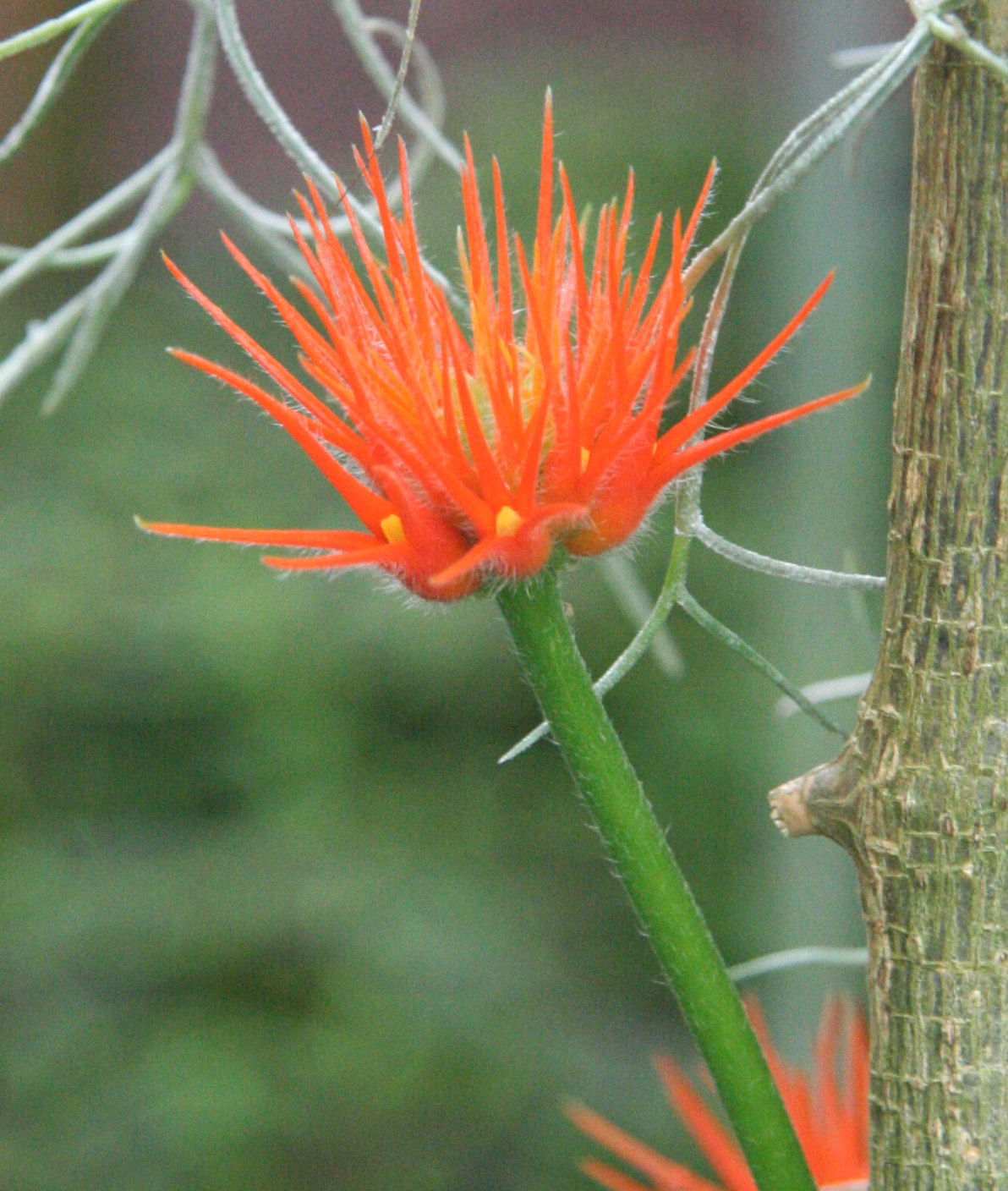
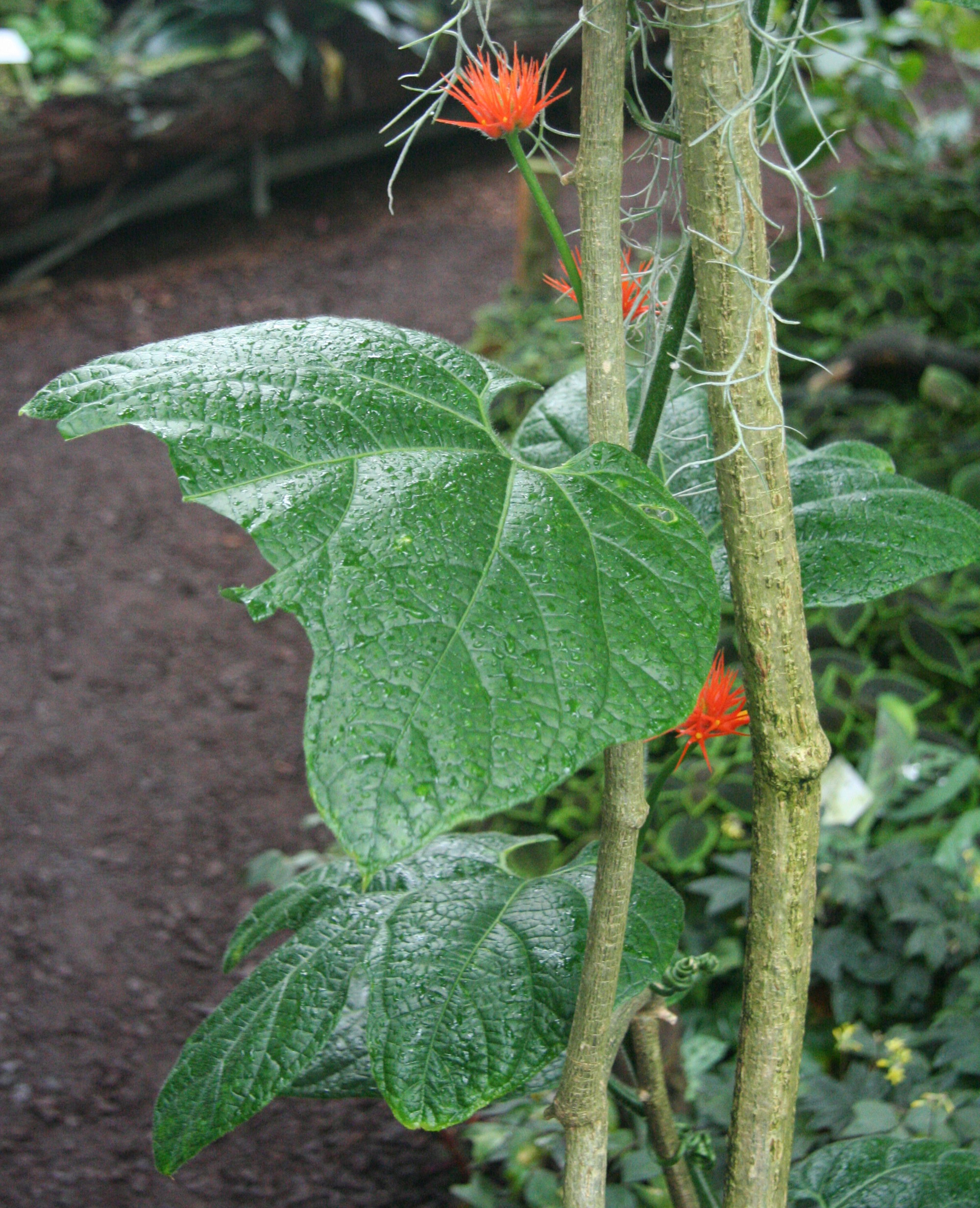